# Les Derniers Argonautes

Les Derniers Argonautes est une série de bande dessinée française publiée aux éditions Glénat dans la collection « Grafica » depuis 2012, sous la forme d'une trilogie. Elle raconte l'histoire de la dernière aventure du héros Jason, accompagné de six autres personnages : Leitos, un jeune prince à la main coupée, Skarra la guerrière amazone, le poète Eurymion, le satyre Borbos, la sorcière Nessia et Manaos, le fils d'une Néréide. 

## Auteurs
- Scénario : Olivier Legrand et Jean-Blaise Djian
- Dessins : Nicolas Ryser

## Albums
1. Le silence des dieux, 2012[2] ;
2. La Mer du Destin, 2015[3].
3. L'Orbe du Monde, 2017.